# Hjo kyrkas ungdomskör
Hjo kyrkas ungdomskör är en flickkör i Hjo som bildades 1992 av kyrkomusikern Mats Bertilsson.

## Historik
Kören bildades 1992 av kyrkomusiker Mats Bertilsson i Hjo församling. Kören vann 2005 utmärkelsen Årets kör.

## Priser och utmärkelser
- 2000 – Guldmedalj i Choir Olympics, Linz.[1]
- 2004 – Guldmedalj i Choir Olympics, Bremen.[1]
- 2005 – Årets kör.[1]

## Diskografi
- 2007 – Salve Regina.[1]